# Bem inferior

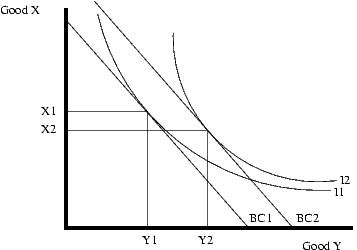
Gráfico exemplificativo do comportamento dos bens inferiores

Em economia, bens inferiores são bens cuja procura diminui sempre que o rendimento da população aumenta, ceteris paribus. Os bens preteridos são preteridos pelos consumidores agora com maior renda, os quais consomem então outros produtos ou produtos mais caros. O exemplo tradicional é passagem de ônibus (os consumidores poderiam adquirir um carro ou táxi), assim como alimentos de baixa qualidade, como macarrão instantâneo.